# Альфонсо Хав'єр Альварес Іск'єрдо
Альфонсо Хав'єр Альварес Іск'єрдо (Барселона, Іспанія, 12 вересня 1972) — колишній іспанський футбольний арбітр, що судив матчі найвищої іспанської ліги. Член Комітету арбітрів Каталонії.

## Кар'єра
У Другому дивізіоні Іспанії провів п'ять сезонів, відсудивши за цей час 101 матч. До рівня Ла-Ліги підвищився в сезоні 2006—2007. Дебютним для нього став матч «Хетафе» проти «Расінга» (Сантандер) (1–0), що відбувся 10 вересня 2006 року. У сезоні 2007—2008 на прес-конференції після матчу «Севілья» проти мадридського «Реала» Бернд Шустер звинуватив Альвареса Іск'єрдо в поразці своєї команди, стверджуючи, що той підсудив своїм землякам з Каталонії.
Кар'єру головного арбітра завершив у сезоні 2017—2018. 20 травня 2018 року він провів свій останній матч Ла-Ліги між «Атлетіко» (Мадрид) та «Ейбаром» (2-2). Ще два роки пропрацював у тій же лізі відеопомічником арбітра.